# Knudåge Riisager

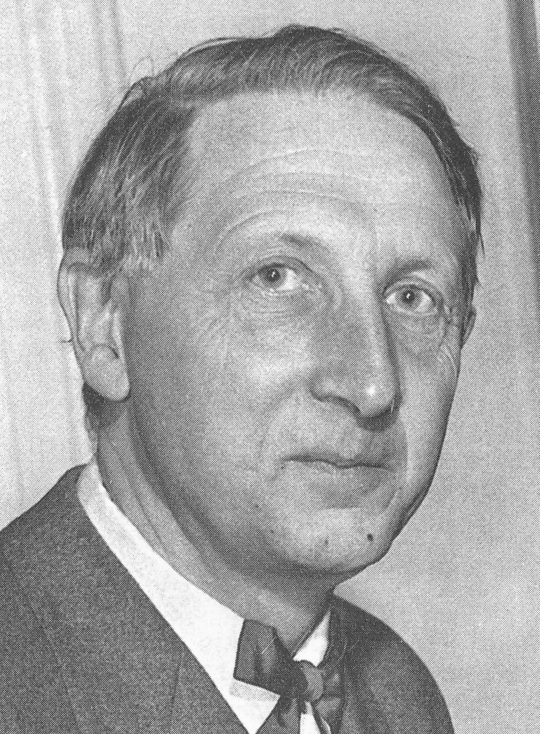
Knudåge Riisager

Knudåge Riisager (* 6. März 1897 in Kunda, Gouvernement Estland, Russisches Kaiserreich; † 26. Dezember 1974 in Kopenhagen) war ein dänischer Komponist.

## Leben
Riisager wurde in eine dänische Familie in Estland geboren. Sein Vater Emil leitete in Kunda eine Zementfabrik.
Riisager studierte in Kopenhagen Staatswissenschaft und daneben Musik bei Otto Malling und Peder Gram. Er setzte 1921 bis 1923 seine musikalische Ausbildung bei Paul Le Flem und Albert Roussel in Paris fort. Dort kam er mit der Groupe des Six in Kontakt und lernte die Kompositionen Igor Strawinskis kennen. 1932 vervollkommnete er seine Ausbildung bei Hermann Grabner in Leipzig.
Von 1926 bis 1947 war Riisager Beamter in Kopenhagen, von 1956 bis 1967 leitete er das Konservatorium.

## Werk
Riisager komponierte Bühnen- und sinfonische Werke, Instrumentalkonzerte, Kammermusik und Lieder und verfasste mehrere musikwissenschaftliche Schriften.
Obwohl seine Musik nicht frei von Einflüssen Carl Nielsens ist, stellt Riisager den prominentesten französisch orientierten Neoklassizisten Dänemarks dar. Ausgangspunkt seiner polytonalen Sprache sind oft kleine musikalische Gedanken, die in einem transparenten Satz mit gekonnter Orchestrierung verarbeitet werden. Auffällig sind moderne Themen wie das Flugzeug beim Orchesterwerk T-DOXC. Poème mécanique op. 13 oder Benzin, einem Ballett, dem Genre, das ihm zu Lebzeiten den größten Erfolg bescherte.

## Ehrungen
- 1958: Verdienstkreuz 1. Klasse der Bundesrepublik Deutschland

## Werkauswahl
- Erasmus Montanus, Ouvertüre, 1920
- Quatre Epigrammes für Klavier, 1921
- String Quartet no. 3, 1922
- Sonata für Violine, 1923
- Sinfonietta pour huit instruments a vent, 1924
- Symfoni no. 1, 1925
- T-DOXC. Poème mécanique für Orchester, 1926
- Variationer over et tema af Mezangeau, 1926
- Sonata, 1927
- Symfoni no. 2, 1927
- Festelavn (Fastnacht) für Orchester, 1929–30
- Benzin, (mit Elna Jørgen-Jensen/Robert Storm Petersen), Ballett, 1930
- Cocktails-Party (nach Blaise Cendrars), Ballett, 1930
- Sonata für Klavier, 1932
- Concertino pour cinq violons et piano, 1933
- Concerto for trompet og strygere (Konzert für Trompete und Streicher), 1933
- Deux Morceaux für Klavier, 1934
- In the Occasion of für Orchester, 1934
- Little Overture, 1934
- En glad trompet og andre klaverstykker (Fröhliche Trompete und andere Klavierstücke), 1935
- Valse Lente, 1935
- Darduse (mit Johannes Vilhelm Jensen), Ballett, 1935–36
- For the Children's Party für Orchester, 1936
- Serenade, 1936
- Slaraffenland Suite I, 1936
- Slaraffenland (nach Kjeld Abell/Harald Lander), Ballett, 1936–40
- Partita, 1937
- Qarrtsiluni (mit Harald Lander), Ballett, 1938–42
- Maj für Klavier, 1939
- Tolv med Posten (mit Børge Ralov), Ballett, 1939
- Slaraffenland für Klavier, 1940
- Slaraffenland Suite II, 1940
- Dansk salme [Dänischer Psalm], 1942
- Summer Rhapsody, 1943
- Fugl Fønix (Vogel Phönix, mit Harald Lander), Ballett, 1944–45
- Niels Ebbesen, Bühnenmusik zum Stück von Kaj Munk, 1945
- Etudes (mit Harald Lander), Ballett (nach Motiven aus Carl Czernys Klavieretüden), 1947
- Susanne, Oper (Libretto von Mogens Lorentzen), 1948
- Violinkonzert, 1951
- Månerenen (Das Mondrentier, mit Birgit Cullberg), Ballett, 1956
- Fruen fra havet (Die Frau vom Meer, nach Birgit Cullberg), Ballett, 1959
- Galla-Variationer (mit Flemming Flindt), Ballett, 1966
- Ballet Royal (mit Flemming Flindt), 1967
- Svinedrengen (mit Flemming Flindt), Ballett, 1968